# Home Gardens
Home Gardens és una concentració de població designada pel cens dels Estats Units a l'estat de Califòrnia. Segons el cens del 2000 tenia 9.461 habitants.

## Demografia
Segons el cens del 2000, Home Gardens tenia 9.461 habitants, 2.302 habitatges, i 1.952 famílies. La densitat de població era de 3.382,3 habitants/km².
Dels 2.302 habitatges en un 49,5% hi vivien nens de menys de 18 anys, en un 66,2% hi vivien parelles casades, en un 11,8% dones solteres, i en un 15,2% no eren unitats familiars. En el 10,9% dels habitatges hi vivien persones soles el 4,2% de les quals corresponia a persones de 65 anys o més que vivien soles. El nombre mitjà de persones vivint en cada habitatge era de 4,11 i el nombre mitjà de persones que vivien en cada família era de 4,3.
Per edats la població es repartia de la següent manera: un 35,1% tenia menys de 18 anys, un 11,4% entre 18 i 24, un 30,7% entre 25 i 44, un 16% de 45 a 60 i un 6,8% 65 anys o més.
L'edat mediana era de 27 anys. Per cada 100 dones de 18 o més anys hi havia 104,5 homes.
La renda mediana per habitatge era de 47.535 $ i la renda mediana per família de 49.229 $. Els homes tenien una renda mediana de 30.859 $ mentre que les dones 22.130 $. La renda per capita de la població era de 14.181 $. Entorn del 8,8% de les famílies i l'11,2% de la població estaven per davall del llindar de pobresa.

## Poblacions més properes
El següent diagrama mostra les poblacions més properes.